# Herrarnas 5 000 meter i hastighetsåkning på skridskor vid olympiska vinterspelen 1968
Herrarnas 5 000 meter i skridskor vid de olympiska vinterspelen 1968 avgjordes den 15 februari 1968 på Anneau de Vitesse. Loppet vanns av Fred Anton Maier från Norge.
38 deltagare från 18 nationer deltog i tävlingen.

## Rekord
Gällande världsrekord och olympiska rekord (i minuter) före Vinter-OS 1968:
| Världsrekord     | Fred Anton Maier (NOR) | 7:26,2 | Deventer, Nederländerna | 7 januari 1968  |
| Olympiskt rekord | Knut Johannesen (NOR)  | 7:38,4 | Innsbruck, Österrike    | 5 februari 1964 |

Följande nya världsrekord och olympiska rekord blev satta under tävlingen.
| Datum       | Idrottare        | Nation        | Tid    | OR | VR |
| ----------- | ---------------- | ------------- | ------ | -- | -- |
| 15 februari | Kees Verkerk     | Nederländerna | 7:23,2 | OR | VR |
| 15 februari | Fred Anton Maier | Norge         | 7:22,4 | OR | VR |

## Medaljörer
| Gren        | Guld                   | Guld        | Silver                     | Silver | Brons                      | Brons  |
| 5 000 meter | Fred Anton Maier Norge | 7:22,4 (OR) | Kees Verkerk Nederländerna | 7:23,2 | Peter Nottet Nederländerna | 7:25,5 |

## Resultat
| Placering | Idrottare            | Nation         | Tid    | Noteringar |
| --------- | -------------------- | -------------- | ------ | ---------- |
| 1         | Fred Anton Maier     | Norge          | 7:22,4 | (VR)       |
| 2         | Kees Verkerk         | Nederländerna  | 7:23,2 |            |
| 3         | Peter Nottet         | Nederländerna  | 7:25,5 |            |
| 4         | Per Willy Guttormsen | Norge          | 7:27,8 |            |
| 5         | Johnny Höglin        | Sverige        | 7:32,7 |            |
| 6         | Örjan Sandler        | Sverige        | 7:32,8 |            |
| 7         | Jonny Nilsson        | Sverige        | 7:32,9 |            |
| 8         | Jan Bols             | Nederländerna  | 7:33,1 |            |
| 9         | Kimmo Koskinen       | Finland        | 7:35,9 |            |
| 10        | Valerij Lavrusjkin   | Sovjetunionen  | 7:37,6 |            |
| 11        | Stanislav Seljanin   | Sovjetunionen  | 7:38,5 |            |
| 12        | Svein-Erik Stiansen  | Norge          | 7:39,6 |            |
| 13        | Günter Traub         | Västtyskland   | 7:40,4 |            |
| 14        | Anatolij Masjkov     | Sovjetunionen  | 7:41,9 |            |
| 15        | Jouko Launonen       | Finland        | 7:46,5 |            |
| 16        | Hermann Strutz       | Österrike      | 7:53,3 |            |
| 17        | Raimo Hietala        | Finland        | 7:54,0 |            |
| 18        | Giancarlo Gloder     | Italien        | 7:54,5 |            |
| 19        | Paul Enock           | Kanada         | 7:54,8 |            |
| 20        | Jürgen Traub         | Västtyskland   | 7:55,3 |            |
| 21        | Yoshiaki Demachi     | Japan          | 7:55,6 |            |
| 22        | Tadao Ishihata       | Japan          | 7:55,8 |            |
| 23        | Guido Gillarduzzi    | Italien        | 7:57,4 |            |
| 24        | Bill Lanigan         | USA            | 7:57,7 |            |
| 25        | Bill Cox             | USA            | 7:58,1 |            |
| 26        | Renato De Riva       | Italien        | 7:58,2 |            |
| 27        | John Blewitt         | Storbritannien | 7:59,8 |            |
| 28        | Wayne LeBombard      | USA            | 8:03,8 |            |
| 29        | Bob Hodges           | Kanada         | 8:05,0 |            |
| 30        | Michel Thépénier     | Frankrike      | 8:06,2 |            |
| 31        | György Ivánkai       | Ungern         | 8:07,5 |            |
| 31        | François Perrenoud   | Frankrike      | 8:07,5 |            |
| 33        | Mutsuhiko Maeda      | Japan          | 8:08,3 |            |
| 34        | Franz Krienbühl      | Schweiz        | 8:08,9 |            |
| 35        | Ruedi Uster          | Schweiz        | 8:12,2 |            |
| 36        | Luvsansharavyn Tsend | Mongoliet      | 8:15,8 |            |
| 37        | Erich Korbel         | Österrike      | 8:20,8 |            |
| 38        | Lee Ik-hwan          | Sydkorea       | 8:28,2 |            |